# Ex herbis femininis

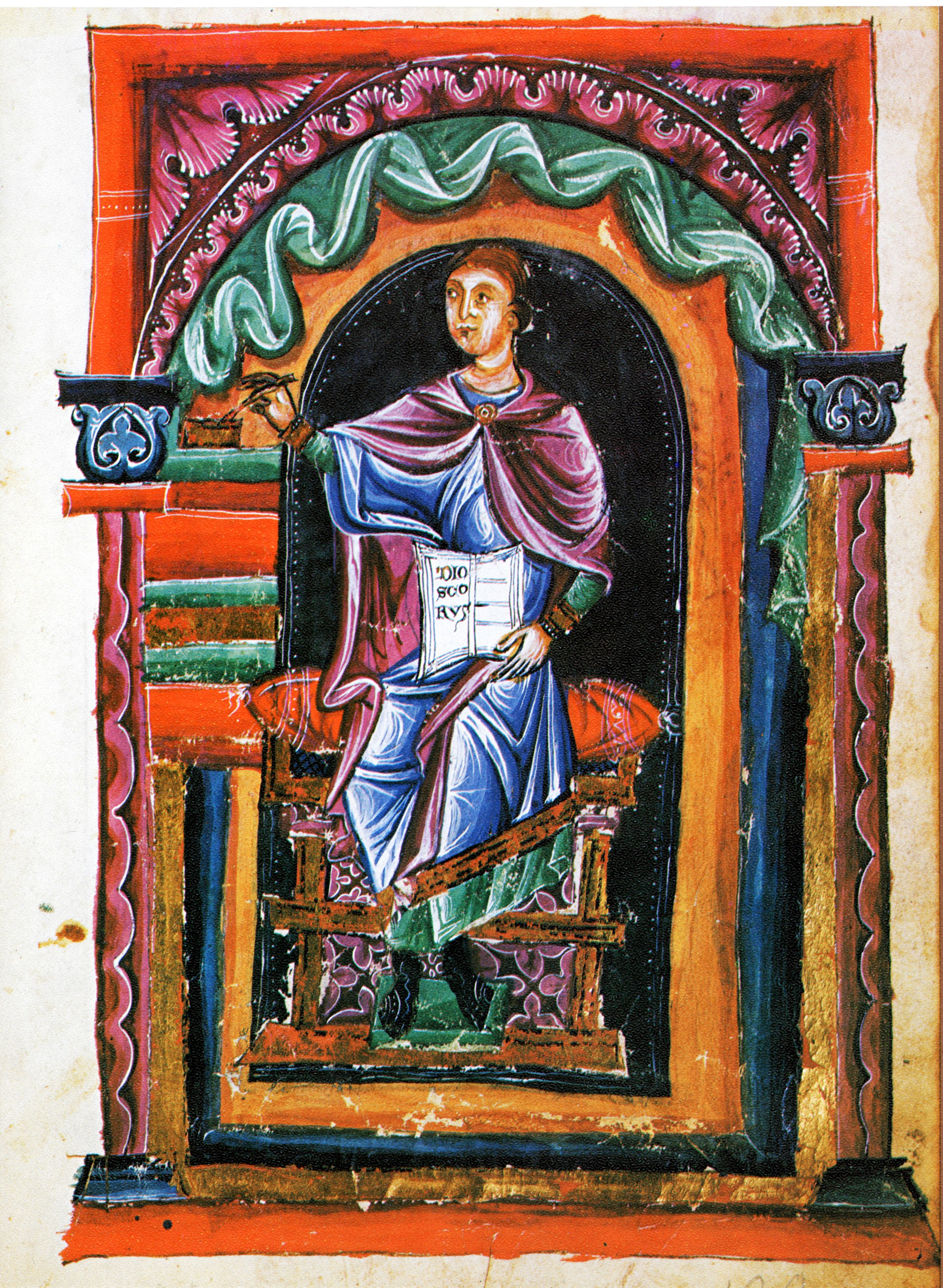
Autorenbild des Dioskurides in der Handschrift Wien Codex 93, 13. Jahrhundert.

Ex herbis femininis ist ein anonym bzw. pseudonym verfasstes lateinisches Kräuterbuch, das während des Übergangs von der Spätantike zum Frühmittelalter entstanden ist. In der handschriftlichen Überlieferung wird es dem griechischen Arzt Pedanios Dioskurides aus dem 1. Jahrhundert zugeschrieben, dessen Arzneimittellehre De materia medica eine Hauptquelle der 71 Pflanzenkapitel ist. Ex herbis femininis weist Parallelen zum ebenfalls pseudo-dioskuridischen Kräuterbuch Curae herbarum auf, darf mit diesem jedoch nicht verwechselt werden.

## Hintergrund
Dioskurides verfasste seine umfangreiche Arzneimittellehre De materia medica um das Jahr 70 in seiner Muttersprache Altgriechisch, die im antiken Rom die Gelehrtensprache war. Mit dem Niedergang des (West-)Römischen Reiches in der Spätantike wuchs der Bedarf an lateinischen Übersetzungen der griechischen Fachtexte. Ebenso wurden Exzerpte und Bearbeitungen umfänglicher Werke wie De materia medica oder medizinische Abschnitte aus der Naturalis historia des älteren Plinius in handliche Arzneibücher und Kräuterbücher kompiliert.
Von den frühen lateinischen Dioskurides-Übersetzungen ist lediglich der sogenannte Dioscorides latinus bzw. Dioscorides Langobardus in einigen Handschriften erhalten, darunter die illustrierte, um 950 entstandene Handschrift München BSB Clm 337. Ältere (Teil-)Übersetzungen, womöglich angefertigt von Gargilius Martialis und Caelius Aurelianus, haben sich nur als Bruchstücke erhalten, prominent in den pseudo-dioskuridischen Kräuterbüchern Curae herbarum und Ex herbis femininis, aber auch im Herbarius des Pseudo-Apuleius, im Glossarium Ansileubi (früher: Liber glossarum), in den pseudo-hippokratischen Dynamidia, im pseudo-galenischen Ad Paternianum (auch bekannt als Alphabetum Galeni) sowie wohl indirekt in Buch 17 der Etymologiae des Isidor von Sevilla.

## Beschreibung
Der Verfasser sowie Ort und Zeitpunkt der Entstehung des Kräuterbuches sind unbekannt. Wahrscheinlich wird das Kräuterbuch von Cassiodor in seinen Institutiones divinarum et saecularium litterarum (Kapitel 31) genannt und darüber hinaus auch noch in einem Brief an Marcellinus Comes, was eine Entstehung in den Jahrzehnten um 500 nahelegt.
Gekoppelt mit dem Herbarius des Pseudo-Apuleius erfreute sich Ex herbis femininis bis ins Hochmittelalter einer großen Beliebtheit und verlor diesen Status erst, als umfangreichere Bearbeitungen der Arzneimittellehre des Dioskurides besser verfügbar wurden (etwa der Dioscorides alphabeticus). Im Gegensatz zum Herbarius wurde Ex herbis femininis in der Renaissance nicht gedruckt, die Schwesterschrift Curae herbarum geriet sogar komplett in Vergessenheit. Die von Heinrich Kästner 1896/97 vorgelegte Edition von Ex herbis femininis ist aus heutiger Sicht unbefriedigend, da die drei herangezogenen Handschriften die komplexe Überlieferung unzureichend widerspiegeln. Arsenio Ferraces-Rodríguez hat neue textkritische Editionen der beiden pseudo-dioskuridischen Kräuterbücher angekündigt.

## Kapitel
Die Identifikationen folgen kritisch den von Riddle 1981 (ab S. 73) vorgeschlagenen. Unter Quelle ist das jeweilige Kapitel in De materia medica von Dioskurides nach der Edition von Max Wellmann angegeben.
| Nr. | Name                        | Identifikation                                               | Quelle    |
| --- | --------------------------- | ------------------------------------------------------------ | --------- |
| 1   | Acantha leuca; hecynum      | Eingriffeliger Weißdorn?                                     | III.12    |
| 2   | Buglossos                   | Borretsch                                                    | IV.127    |
| 3   | Acantus                     | Wahrer Bärenklau, Dorniger Akanthus?                         | III.17    |
| 4   | Helylosfacos; Salvia        | Griechischer Salbei, Echter Salbei                           | III.33    |
| 5   | Cyminum                     | Kreuzkümmel                                                  | III.60    |
| 6   | Camelleon                   | Gummi-Spindelkraut                                           | III.8     |
| 7   | Erpullos                    | Sand-Thymian                                                 | III.38    |
| 8   | Camedrios                   | Edel-Gamander?                                               | III.98    |
| 9   | Poligonos                   | Vogelknöterich                                               | IV.4      |
| 10  | Samsucon                    | Majoran                                                      | III.39    |
| 11  | Cestros                     | Dach-Hauswurz (vgl. Kapitel 33)                              | IV.88     |
| 12  | Aristolochia                | Pfeifenblumen                                                | III.4     |
| 13  | Sticas                      | Schopf-Lavendel                                              | III.26    |
| 14  | Adiantos                    | Gewöhnlicher Frauenhaarfarn                                  | IV.134    |
| 15  | Mandragora                  | Gemeine Alraune                                              | IV.75     |
| 16  | Thlaspis                    | Gargano-Purgierdolde, Hirtentäschel?                         | II.156    |
| 17  | Sisimbrium                  | Gewöhnliche Besenrauke, Echte Brunnenkresse, Acker-Minze?    | II.128    |
| 18  | Celedonia                   | Schöllkraut                                                  | II.180    |
| 19  | Camemelos                   | Acker-Hundskamille?                                          | III.137   |
| 20  | Sideritis                   | Sideritis hirsuta?                                           | IV.33     |
| 21  | Flommos                     | Kleinblütige Königskerze                                     | IV.103    |
| 22  | Lynozostis                  | Einjähriges Bingelkraut                                      | IV.189    |
| 23  | Antirenon                   | Großes Löwenmaul                                             | IV.130    |
| 24  | Britannica                  | Gamander-Ehrenpreis                                          | IV.2      |
| 25  | Psillos                     | Flohsamen-Wegerich                                           | IV.69     |
| 26  | Melena                      | Gemeine Schmerwurz                                           | IV.183    |
| 27  | Tribulenta                  | Erd-Burzeldorn                                               | IV.15     |
| 28  | Coniza                      | Dürrwurz                                                     | III.121   |
| 29  | Strygnos                    | Schwarzer Nachtschatten                                      | IV.70     |
| 30  | Bustalmon                   | Färberkamille?                                               | III.139   |
| 31  | Isfieritis                  | ?                                                            |           |
| 32  | Hyppypres                   | Riesen-Schachtelhalm                                         | IV.47     |
| 33  | Aizos                       | Dach-Hauswurz (vgl. Kapitel 11)                              | IV.88 f.  |
| 34  | Tytimallos                  | Herbst-Seidelbast, Palisaden-Wolfsmilch? (vgl. Kapitel 42)   | IV.164    |
| 35  | Eliotropios                 | Gewöhnlicher Löwenzahn, Gemeine Wegwarte? (vgl. Kapitel 50)  | IV.190 f. |
| 36  | Scolymbos                   | Spanische Golddistel                                         | III.14    |
| 37  | Achilleia                   | Cynara cardunculus, Gemeine Schafgarbe oder andere Achillea? | IV.36     |
| 38  | Stafis agria                | Stephanskraut                                                | IV.152    |
| 39  | Camelleia                   | Ölbaumähnlicher Seidelbast?                                  | IV.171    |
| 40  | Ficios; Hecios; Alcidiabios | Gewöhnlicher Natternkopf                                     | IV.27     |
| 41  | Splenios                    | Milzfarn                                                     | III.134   |
| 42  | Tilmallos                   | siehe Kapitel 34                                             | IV.164    |
| 43  | Glisirisa                   | Echtes Süßholz                                               | III.5     |
| 44  | Bulbus rufus                | Schopfige Traubenhyazinthe                                   | II.170    |
| 45  | Dracontea                   | Krummstab                                                    | II.166    |
| 46  | Moecon                      | Schlafmohn                                                   | IV.64     |
| 47  | Colocyntios agria           | Koloquinte                                                   | IV.176    |
| 48  | Ypericon                    | Echtes Johanniskraut                                         | III.154   |
| 49  | Lapatium                    | Garten-Ampfer                                                | II.114    |
| 50  | Heliotropium                | siehe Kapitel 35                                             |           |
| 51  | Arnoglossa                  | Breitwegerich                                                | II.126    |
| 52  | Cameleuca                   | Wilde Karde                                                  | III.8     |
| 53  | Scylla                      | Weiße Meerzwiebel                                            | II.171    |
| 54  | Erigion                     | Feld-Mannstreu                                               | III.21    |
| 55  | Iera                        | Echtes Eisenkraut                                            | IV.60     |
| 56  | Strutios                    | Gewöhnliches Seifenkraut                                     | II.163    |
| 57  | Delfion                     | Gewöhnlicher Feldrittersporn                                 | III.73    |
| 58  | Centimorbia                 | Gewöhnlicher Gilbweiderich                                   | IV.3      |
| 59  | Viola aurosa                | Goldlack, Vogesen-Stiefmütterchen?                           | III.123   |
| 60  | Capparra                    | Echter Kapernstrauch, Waldgeißblatt?                         | II.173    |
| 61  | Ancusa                      | Schminkwurz, Gemeine Ochsenzunge?                            | IV.23     |
| 62  | Cynosbatos                  | Hundsrose                                                    | I.94      |
| 63  | Anagallis                   | Acker-Gauchheil                                              | II.178    |
| 64  | Panacia                     | Opopanax chironium                                           | III.48    |
| 65  | Purpurea                    | Duftveilchen                                                 | IV.121    |
| 66  | Camalention                 | ?                                                            | III.8     |
| 67  | Camalention masculus        | ?                                                            | III.9     |
| 68  | Sion                        | Breitblättriger Merk                                         | II.127    |
| 69  | Lichnis                     | Kronen-Lichtnelke                                            | III.100   |
| 70  | Abrotonum                   | Artemisia arborescens                                        | III.24    |
| 71  | Aparine                     | Kletten-Labkraut                                             | III.90    |

## Handschriften
John M. Riddle erkannte 1981 die Curae herbarum noch nicht als eigenständiges Werk (sondern erst Hofstetter 1983), unterschied jedoch bereits eine Langfassung und zwei Kurzfassungen von Ex herbis femininis. Die erste Kurzfassung datiert er auf das 9. Jahrhundert oder früher, die erweiterte Kurzfassung mit teils neuen Inhalten auf spätestens das 12. Jahrhundert. In vielen erhaltenen Handschriften sind die Kurzfassungen der Langfassung vorangestellt.
| Stadt                    | Bibliothek                                                                              | Signatur                        | Blätter               | Zeit                | Bemerkung              | Digitalisat |
| ------------------------ | --------------------------------------------------------------------------------------- | ------------------------------- | --------------------- | ------------------- | ---------------------- | ----------- |
| Breslau                  | Biblioteka Uniwersytecka                                                                | III.F.19                        | ff. 118v-119v         | 9. Jahrhundert      | Fragment               |             |
| Brüssel                  | KBR (olim Bibliothèque Royale «Albert Ier»)                                             | 5413-22 (2606)                  | f. 108v               | 9./10. Jahrhundert  | Fragment               |             |
| Cambridge                | Trinity College                                                                         | Ms. O.2.48 (1152)               | ff. 39v–63r           | 14. Jahrhundert     |                        |             |
| Florenz                  | Biblioteca Medicea Laurenziana                                                          | Plut. 73.16                     | ff. 183r–228r         | 13. Jahrhundert     |                        |             |
| Florenz                  | Biblioteca Medicea Laurenziana                                                          | Plut. 73.41                     | ff. 86v–119r          | 9./11. Jahrhundert  |                        |             |
| Florenz                  | Biblioteca Medicea Laurenziana                                                          | Strozzi 73                      | ff. 44v–48r           | 12. Jahrhundert     | Fragment               |             |
| Herrnstein               | Bibliothek des Grafen Nesselrode (olim Herten, Bibliothek des Grafen Droste-Nesselrode) | lat. 192                        |                       | 12. Jahrhundert     | Kriegsverlust          |             |
| London                   | British Library                                                                         | Add. 8928                       | ff. 62v-76v           | 10. Jahrhundert     |                        |             |
| London                   | British Library                                                                         | Harley 1585                     | ff. 81v-92v           | 12. Jahrhundert     | Fragment               |             |
| London                   | British Library                                                                         | Harley 5294                     | ff. 43v-58r           | 12. Jahrhundert     |                        |             |
| London                   | British Library                                                                         | Royal App. 3                    | ff. 20v–21v           | 14. Jahrhundert     | Fragment               |             |
| London                   | British Library                                                                         | Sloane 1975                     | ff. 49v-73r           | 12. Jahrhundert     |                        |             |
| Montecassino (Frosinone) | Archivio dell'Abbazia (Biblioteca Statale del Monumento Nazionale)                      | 97 V                            | pp. 476a-b, 523a-532b | 10. Jahrhundert     | Fragment               |             |
| Montpellier              | Bibliothèque Universitaire Historique de Médecine                                       | H 277                           | ff. 101v-111r         | 15. Jahrhundert     | kurz/lang interpoliert |             |
| New Haven, CT            | Yale Medical Library                                                                    | 18                              | ff. 63v–86r           | ca. 1400            |                        |             |
| Oxford                   | Bodleian Library                                                                        | Ashmole 1431 (S.C. 7523)        | ff. 31v–43r           | 11. Jahrhundert     | Fragment               |             |
| Oxford                   | Bodleian Library                                                                        | Ashmole 1462 (S.C. 7527)        | ff. 63v–80r           | 13. Jahrhundert     |                        |             |
| Oxford                   | Bodleian Library                                                                        | Auct. F.5.31 (S.C. 3637)        | ff. 23r–44r           | 13. Jahrhundert     |                        |             |
| Oxford                   | Bodleian Library                                                                        | Bodl. 130 (S.C. 27609)          | ff. 73r–75r           | ca. 1100            |                        |             |
| Padua                    | Biblioteca Universitaria, Biblioteca dell'Orto botanico                                 | AR 26                           | ff. 169v-190r         | 15. Jahrhundert     |                        |             |
| Paris                    | Bibliothèque Nationale de France                                                        | lat. 6862                       | ff. 22v–63v           | 9./11. Jahrhundert  | Fragment               |             |
| Paris                    | Bibliothèque Nationale de France                                                        | lat. 13,955                     | fol. 145              | 9. Jahrhundert      | Fragment               |             |
| Paris                    | Bibliothèque Nationale de France                                                        | Bibliothèque de l'Arsenal, 1031 | ff. 48r–62v           | 1333                |                        |             |
| Sankt Gallen             | Stiftsbibliothek                                                                        | 751                             | pp. 339 f.            | 9. Jahrhundert      | Fragment               |             |
| Soissons                 | Bibliothèque Municipale                                                                 | 50 (40)                         | ff. 33r–49r           | 15. Jahrhundert     |                        |             |
| Turin                    | Biblioteca Nazionale Universitaria                                                      | K.IV.3                          |                       | 12./13. Jahrhundert | 1904 verbrannt         |             |
| Vatikan                  | Biblioteca Apostolica Vaticana                                                          | Barb. lat. 160                  | ff. 39v-48v           | 11. Jahrhundert     |                        |             |
| Venedig                  | Biblioteca Nazionale Marciana                                                           | lat. VII. 17 (3091)             | pp. 33v–49v           | 15. Jahrhundert     |                        |             |
| Venedig                  | Biblioteca Nazionale Marciana                                                           | lat. VII. 17 (3091)             | pp. 5, 7, 18, 23, 25  | 15. Jahrhundert     | Fragmente              |             |
| Wien                     | Österreichische Nationalbibliothek                                                      | 93                              | ff. 137r–158v         | 13. Jahrhundert     |                        |             |

### Kurzfassung
| Stadt   | Bibliothek                     | Signatur       | Blätter     | Zeit               | Bemerkung | Digitalisat |
| ------- | ------------------------------ | -------------- | ----------- | ------------------ | --------- | ----------- |
| Florenz | Biblioteca Medicea Laurenziana | Plut. 73.41    | ff. 84r–86v | 9./11. Jahrhundert |           |             |
| London  | British Library                | Add. 8928      | ff. 62v–64r | 10. Jahrhundert    |           |             |
| Vatikan | Biblioteca Apostolica Vaticana | Barb. lat. 160 | ff. 38r-39v | 11. Jahrhundert    |           |             |

### Erweiterte Kurzfassung
| Stadt       | Bibliothek                                        | Signatur                 | Blätter       | Zeit            | Bemerkung              | Digitalisat |
| ----------- | ------------------------------------------------- | ------------------------ | ------------- | --------------- | ---------------------- | ----------- |
| Florenz     | Biblioteca Medicea Laurenziana                    | Plut. 73.16              | ff. 179r–181v | 13. Jahrhundert |                        |             |
| Florenz     | Biblioteca Medicea Laurenziana                    | Strozzi 73               | ff. 39v–44v   | 12. Jahrhundert |                        |             |
| London      | British Library                                   | Harley 1585              | ff. 79r–82v   | 12. Jahrhundert |                        |             |
| London      | British Library                                   | Royal App. 3             | ff. 18r–20v   | 14. Jahrhundert |                        |             |
| London      | British Library                                   | Sloane 1975              | ff. 49v-52v   | 12. Jahrhundert |                        |             |
| Montpellier | Bibliothèque Universitaire Historique de Médecine | H 277                    | ff. 101v-111r | 15. Jahrhundert | kurz/lang interpoliert |             |
| Oxford      | Bodleian Library                                  | Ashmole 1462 (S.C. 7527) | ff. 61r–63v   | 13. Jahrhundert |                        |             |
| Wien        | Österreichische Nationalbibliothek                | 93                       | ff. 133r–135v | 13. Jahrhundert |                        |             |

## Edition
- Heinrich Kästner besorgte 1896 basierend auf lediglich drei Handschriften (Florenz 73.16 und 73.41 sowie Paris 6862) eine erste Edition, die aufgrund der komplexen Überlieferung aus heutiger Sicht als überholt gilt.
  - Pseudo-Dioscoridis de Herbis Femininis. In: Hermes, Band 31, Heft 3 (1896), S. 578–636 (JSTOR:4472564)
    - Addendvm Pseudo-Dioscoridis de Herbis Femininis. In: Hermes, Band 32, Heft 1 (1897), S. 160 (Digitalisat)

  - Kritisches und Exegetisches zu Pseudo-Dioskorides de Herbis Femininis. Druck der Nationalen Verlagsanstalt, Regensburg 1896. (Digitalisat)